# Promises (песня Барбры Стрейзанд)
«Promises» (с англ. — «Обещания») — песня американской певицы Барбры Стрейзанд, которая была записана для её двадцать третьего студийного альбома Guilty (1980). Песня была написана Барри и Робином Гиббом. В качестве четвёртого и последнего сингла с альбома песня была выпущена в мае 1981 года.
В отличие от предыдущих синглов с альбома, «Promises» не смог войти в топ-10 американского Billboard Hot 100, добравшись только до 48 позиции, тем не менее в чартах Adult Contemporary Канады и США песня вошла в топ-10, расположившись на 5 и 8 строчках соответственно.

## Чарты
| Чарт (1981)                        | Пиковая позиция |
| ---------------------------------- | --------------- |
| Канада (RPM Adult Contemporary)    | 5               |
| США (Billboard Hot 100)            | 48              |
| США (Billboard Adult Contemporary) | 8               |
| США (Cash Box Top 100)             | 48              |